# 아파트123
아파트123은 현재 서울시 아파트 전자결재 서비스 공식 수행사인 주식회사 새움소프트(Saeum Soft Co., Ltd)에서 제공하는 솔루션이다.
대규모 아파트단지를 8년간의 무중단 서비스로 지원하며 안정성이 검증된 아파트전문 문서행정 서비스로 기술/ 경험/ 업무/ 지원/ 서비스 모두 갖춘 안정성을 제공한다.
IT기술을 활용해 의사결정과 공동주택 관리를 더욱 빠르고 투명하게 하는 것으로, 비리 예방 효과도 강화된다.

## 기능 및 특장점

### 1. 기능
- 캘린더, 게시판, 파일드라이브(웹하드), 주소록, 모바일, 메신저, 검색엔진

### 2. 특장점

#### 1) 내게 맞는 문서 양식/서식 제공
- 1800여 세대의 아파트 관리소에서 발생한 5천여건의 문서를 공통화하여 꼭 필요한 양식,서식을 제공하여 항목별로 분류하여 손쉽게 원하는 문서를 사용이 가능하고 수시로 발생하는 결재의 경우도 기존문서 재활용편집을 지원한다.

#### 2) 편리한 결재방식
- 관리소에서 올린 전자결재문서를 모바일로도 언제 어디서든 확인이 가능하며 승인, 반려, 코멘트 달기가 가능.

#### 3) 편리한 검색 기능
- 결재문서를 한번에 내용/제목/작성자/기간/첨부파일명까지 검색 가능하고 기간검색, 결과내재검색 등의 쉽고 빠른 통합검색 가능

#### 4) 모든 디바이스 연동 가능
- PC 뿐만 아니라 모바일 및 태블릿 기기들을 통해서 언제 어디서나 아파트 행정 업무가 가능하고,처리할 일정에 대한 알리미 서비스 제공.

#### 5) 달력으로 일정확인
- 연간, 월간, 주간 단위의 아파트 관리 일정을 온라인으로 관리가 가능

## 도입 효과
1. 아파트 관리 정보 공개 - 아파트 관리 비리를 예방
- 관리비 사용 내역과 입찰 과정을 공개하여 투명성을 강화한다.
- 아파트 정보를 쉽게 확인하여 입주민들의 주인 의식을 높이고, 갈등을 막을 수 있다.

2. 문서의 체계적 전산화 - 문서 보관 문제 해결
- 불 필요한 문서는 쌓이지 않고 중요한 문서를 영구 보존하여 문서가 소실되지 않는다.

- 종이로 관리되던 문서의 훼손과 위/변조를 방지한다.

3. 참여유도하는 쉬운 서비스 - 쉬운 문서행정 구조와 업무
- 전자 문서 행정 기능을 제공하여 빠르고 쉽게 업무를 처리할 수 있도록 한다.
- 아파트 관리에 최적화된 서비스는, 꼭 사용하고 싶은 시스템으로 자연스럽게 참여하게 된다.

4. 알뜰한 아파트 행정의 시작 - 불필요한 관리비 사용 방지
- 관리비 내역을 비교하여 관리비 거품을 없애준다.
- A4용지, 잉크, 토너 등 종이 문서 관리비를 줄여준다.